# Arnett (Oklahoma)
Arnett es un pueblo ubicado en el condado de Ellis en el estado estadounidense de Oklahoma. En el año 2010 tenía una población de 524 habitantes y una densidad poblacional de 476,36 personas por km².

## Geografía
Arnett se encuentra ubicado en las coordenadas 36°8′4″N 99°46′15″O / 36.13444, -99.77083 (36.134368, -99.770826).

## Demografía
Según la Oficina del Censo en 2000 los ingresos medios por hogar en la localidad eran de $26,618 y los ingresos medios por familia eran $29,861. Los hombres tenían unos ingresos medios de $24,250 frente a los $13,438 para las mujeres. La renta per cápita para la localidad era de $14,512. Alrededor del 18.9% de la población estaban por debajo del umbral de pobreza.